# Cyberstalking
El acecho cibernético es el uso de Internet u otros medios electrónicos para acechar o acosar a un individuo, grupo u organización. para obtener beneficios o hacer que la persona acosada haga las acciones que el acosador de pide. Puede incluir acusaciones falsas, difamación, calumnia, libelo o chantaje También puede incluir vigilancia, robo de identidad, amenazas, vandalismo, solicitación de sexo, doxing , chantaje y la difusión de imágenes personales de la víctima. Estos comportamientos no deseados se perpetran en línea y causan una intrusión en la vida digital de un individuo, además de afectar negativamente el bienestar mental y emocional de la víctima, así como su sensación de seguridad y protección en línea ya que se siente insegura por el constante acecho de parte de su acosador.
El acoso cibernético casi siempre suele ir acompañado de acoso en tiempo real o fuera de línea. En muchas jurisdicciones, como por ejemplo California, ambos son delitos penales. Ambos están motivados por el deseo de controlar, intimidar o influir en la víctima para conseguir que haga lo que su acosador le diga. Un acosador suele ser un extraño en línea o también una persona que la víctima conoce. Pueden ser anónimos y solicitar la participación de terceras personas en línea que ni siquiera conocen al objetivo del acosador.
El acoso cibernético es un delito penal según varias leyes estatales contra todo tipo de acoso, la difamación y el hostigamiento. Una condena puede resultar en una orden de restricción, libertad condicional o sanciones penales contra el agresor, incluida la cárcel con una condena que va desde los tres meses hasta los 2 años y una multa.